# Horný tok Ipľa
Horný tok Ipľa este o arie protejată (arie specială de conservare — SAC, sit de importanță comunitară — SCI) din Slovacia întinsă pe o suprafață de 119,77 ha, integral pe uscat.

## Localizare
Centrul sitului Horný tok Ipľa este situat la coordonatele 48°16′51″N 19°41′26″E / 48.280915°N 19.6906°E.

## Înființare
Situl Horný tok Ipľa a fost declarat sit de importanță comunitară în septembrie 2015 pentru a proteja 7 specii de animale. Situl a fost protejat și ca arie specială de conservare în octombrie 2017.

## Biodiversitate
Situată în ecoregiunea panonică, aria protejată nu include niciun habitat protejat.
La baza desemnării sitului se află mai multe specii protejate:
- mamifere (1): vidră de râu (Lutra lutra)
- pești (6): Barbus meridionalis, zvârluga (Cobitis taenia), boarță (Rhodeus sericeus amarus), Romanogobio albipinnatus, porcușor de nisip (Romanogobio kesslerii), dunăriță (Sabanejewia aurata)